# Alexander von Dusch (Politiker, 1789)

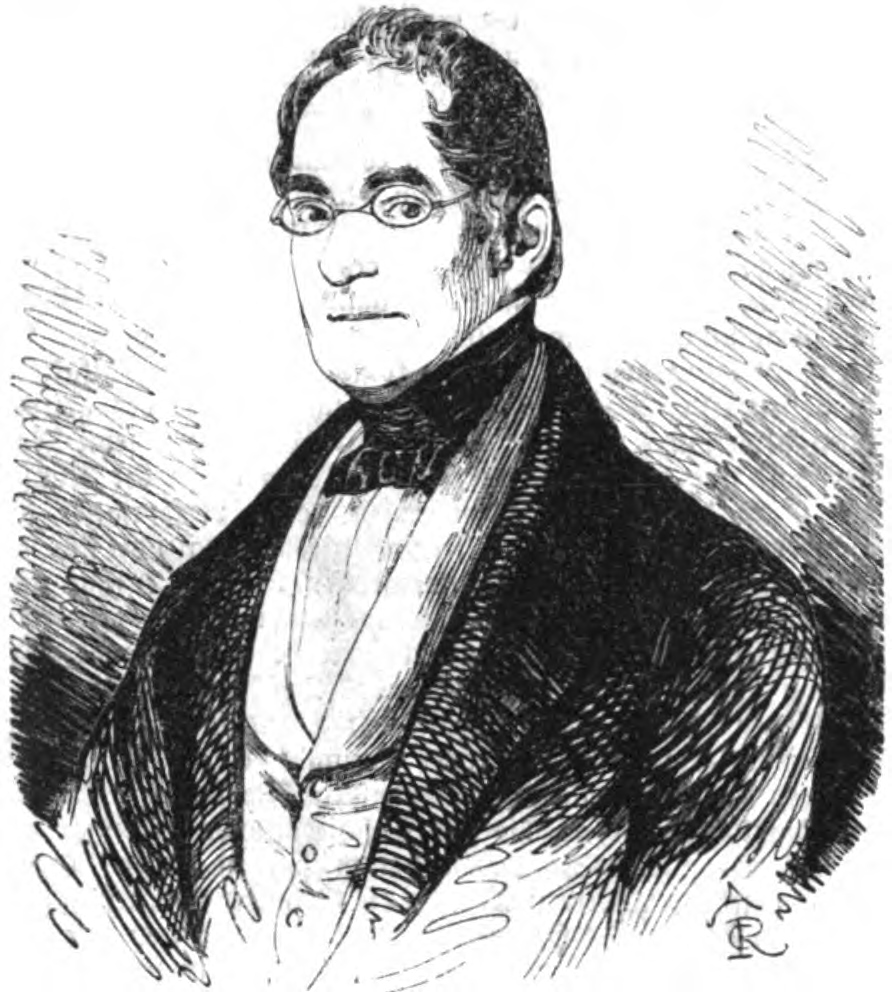
Alexander von Dusch Außenminister des Großherzogtums Baden Grafik von Carl August Reinhardt 1845

Alexander von Dusch (* 27. Januar 1789 in Neustadt an der Haardt; † 27. Oktober 1876 in Heidelberg) war ein badischer Jurist und Diplomat.

## Herkunft und Familie
Die Familie von Dusch spielte in der badischen Geschichte eine sehr bedeutende Rolle. Alexanders Vater Carl Franz Hyazinth (seit 1790 geadelt: von) Dusch war kurpfälzischer Hofrat und Mitglied des Kammerkollegiums, später dann badischer Geheimer Hofrat. Seine Mutter war Maria Josephine (geb. Collini), eine Schwester von Cosimo Alessandro Collini. Er selbst heiratete 1817 Maria Anna Freiin von Weiler. Ihr gemeinsamer Sohn Ferdinand von Dusch (1819–1889) war badischer Diplomat und der Vater des späteren badischen Regierungschefs Alexander Freiherr von Dusch (1851–1923). Auch die jüngeren Söhne erlangten Einfluss: Sohn Gottfried von Dusch (1821–1891) war badischer Handelsminister in der Regierung von Julius Jolly und Sohn Theodor von Dusch (1824–1890) wurde als Arzt für Kinderheilkunde bekannt.

## Leben und Wirken

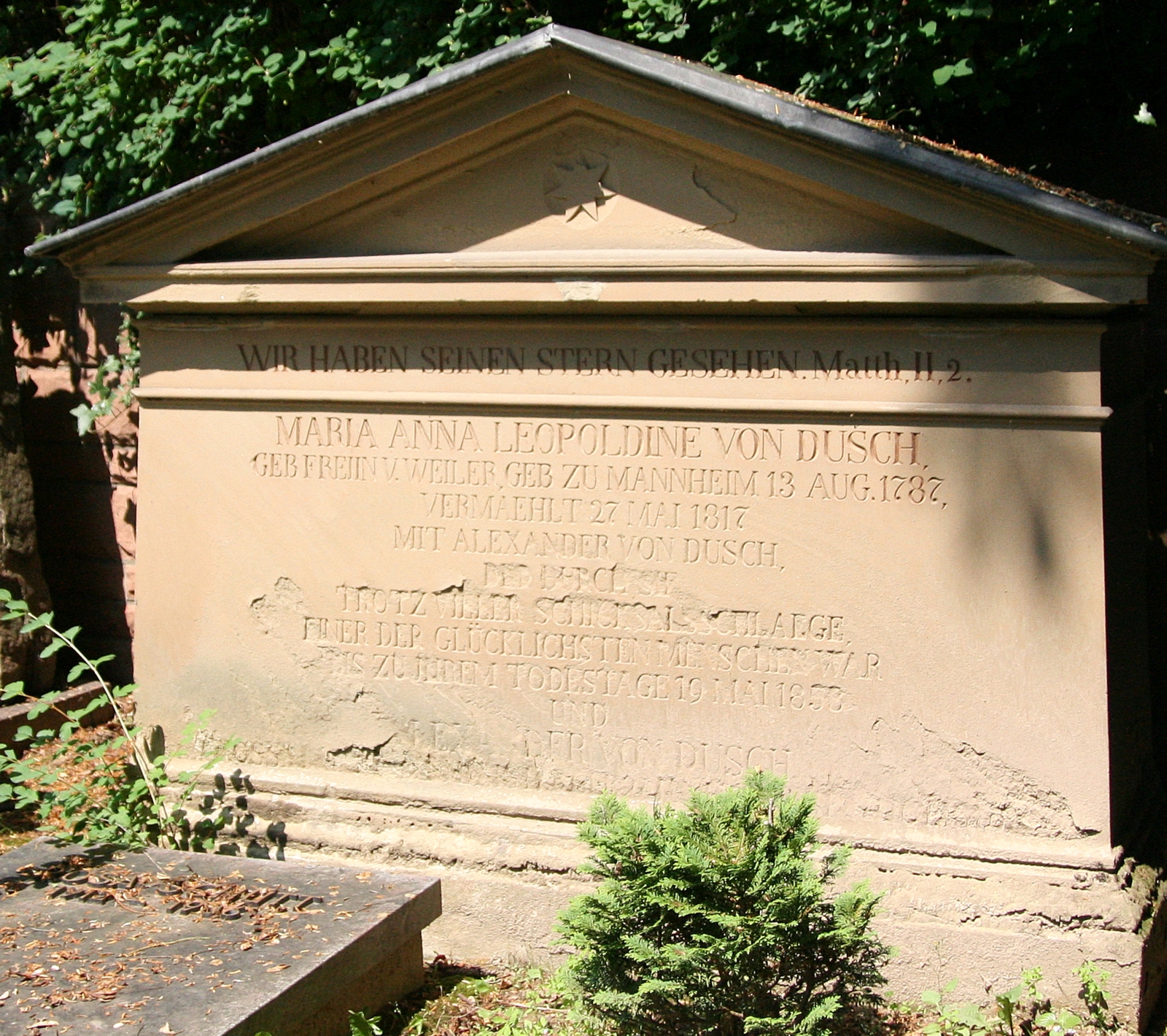
Familiengrab Alexander von Dusch und seine Gemahlin Anna, geb. Freiin von Weiler Heidelberger Bergfriedhof in der Abteilung E

Alexander von Dusch beschäftigte sich seit 1805 in Paris im Hause seines Onkels Cosimo Alessandro Collini, der badischer Geschäftsträger war, mit Mathematik, Physik und neueren Sprachen. In den Jahren 1807 bis 1810 studierte er Rechtswissenschaften an der Universität Heidelberg. Hier schloss er sich dem Corps Hannovera Heidelberg, aber auch dem Harmonischen Verein um den Komponisten Carl Maria von Weber an, für den er unter dem Pseudonym „Unknown Man“ veröffentlichte. Im Jahr 1810 begann er eine Laufbahn als Rechtspraktikant in Mannheim, seit 1813 in Mosbach, ehe er ein Jahr später zum Kreisassessor in Villingen ernannt wurde. 1815 wurde er Sekretär im badischen Finanzministerium.
Im Jahr 1819 wechselte er als Legationsrat ins Außenministerium und war 1825 an der Ausarbeitung eines Zoll- und Handelsvertrags mit der Schweiz beteiligt. Noch im selben Jahr wurde er badischer Geschäftsträger und Ministerresident in Bern. 1834 war er Teilnehmer der Wiener Ministerialkonferenzen (im Rahmen des Deutschen Bundes). Ein Jahr später wurde er mit Beibehaltung des Postens in der Schweiz badischer Gesandter in München. 1838–1842 war von Dusch badischer Bundestagsgesandter in Frankfurt am Main und 1840 zugleich außerordentlicher Gesandter Badens am Hofe des belgischen Königs Leopold I.
Dusch übernahm 1843 das Außenministerium und zeigte sich in dieser Stellung als Vertreter freisinniger und nationaler Grundsätze. Die Maiaufstände von 1849 veranlassten ihn zusammen mit seinen Kollegen zum Rücktritt, doch wurde er schon Anfang 1850 von der Stadt Heidelberg in die Zweite Kammer der Ständeversammlung des Großherzogtums Baden und von dieser in das Staatenhaus des Erfurter Unionsparlaments gewählt. 1851 gab Dusch aus gesundheitlichen Gründe, fast alle seine Ämter auf und zog sich in den Ruhestand zurück. Er ließ sich in Heidelberg nieder und widmete sich nur noch seinen literarischen und künstlerischen Neigungen. U.a. bearbeitete Dusch zusammen mit Josua Eiselein den „Historischen Atlas“ von Joseph de Las Cases. Allerdings blieb er der liberal-nationalen Bewegung verbunden und war in den 1860er Jahren Mitglied des Deutschen Nationalvereins.
Im Alter von 87 Jahren starb Alexander von Dusch am 27. Oktober 1876 in Heidelberg. Sein Familiengrab liegt auf dem Heidelberger Bergfriedhof. Im Giebelfeld des Grabmals befindet sich ein siebenstrahligen Stern. Die eingemeißelte Inschrift besagt, dass er mit seiner Frau Anna bis zu ihrem Todestag im Jahr 1858 einer der glücklichsten Menschen war.

## Ehrungen
- 1836 erhielt Alexander von Dusch das Kommenturkreuz des Ordens der Württembergischen Krone.
- 1840 erhielt von Dusch das Großkreuz des Ordens vom Zähringer Löwen.
- 1846 wurde Alexander von Dusch als Ehrenmitglied in die Bayerische Akademie der Wissenschaften in München gewählt.

## Werke (Auswahl)
- Zur Pathologie der Revolutionen (1852).
- Das Reich Gottes und Staat und Kirche (1854).